# Ålholms amt
Ålholms amt (danska: Ålholm Amt) var ett amt i södra Danmark. Amtet omfattade den östra delen av ön Lolland samt ett antal mindre närliggande öar som Fejø, Femø, Askø och Vejrø. Utöver residensstaden Maribo, omfattade det även städerna Nysted, Rødby och Sakskøbing.

## Administrativ historik
Ålholms amt bildades när Danmarks län ersattes av amt 1662 och ersatte då det dåvarande slottslänet Ålholms län.
Amtet upphörde i samband med amtsreformen 1793 då det, tillsammans med Halsteds klosters och Nykøbings amt, blev en del av det då nybildade Maribo amt, som sedan i sin tur blev en del av Storstrøms amt i samband med kommunreformen 1970. Sedan kommunreformen 2007 tillhör området Region Själland.

## Härader
Ålholms amt omfattade två härader:
- Fuglse härad
- Musse härad